# Adenomera martinezi
Adenomera martinezi é uma espécie de anfíbio da família Leptodactylidae. Endêmica do Brasil, pode ser encontrada no município de Novo Progresso (Cachimbo), no estado do Pará. As populações do Mato Grosso, Tocantins e Goiás foram realocadas em outras espécies.